# Belgische kampioenschappen veldrijden 2011
De Belgische kampioenschappen veldrijden 2011 werden gehouden in het weekend van 8 en 9 januari 2011 in Antwerpen op het parcours van de Scheldeprijs. Het was een cross op een zanderig parcours waar Niels Albert in de tweede ronde versnelde en solo naar de overwinning reed. Topfavoriet Sven Nys had een slechte dag. Hij probeerde het in de eerste ronde nog, maar moest daarna steeds meer terrein prijsgeven en gaf ten slotte op.

## Uitslagen

#### Elite, mannen
| pos.   | renner                  | tijd    |
| ------ | ----------------------- | ------- |
| Goud   | Niels Albert            | 59'47"  |
| Zilver | Bart Wellens            | + 23"   |
| Brons  | Kevin Pauwels           | + 27"   |
| 4.     | Bart Aernouts           | + 42"   |
| 5.     | Klaas Vantornout        | + 1'05" |
| 6.     | Sven Vanthourenhout     | + 1'16" |
| 7.     | Kenneth Van Compernolle | + 1'50" |
| 8.     | Dieter Vanthourenhout   | + 1'56" |
| 9.     | Rob Peeters             | + 2'02" |
| 10.    | Jan Denuwelaere         | + 2'56" |

#### Elite zonder contract, mannen
| pos.   | renner        | tijd     |
| ------ | ------------- | -------- |
| Goud   | Stijn Huys    | 1h05'09" |
| Zilver | Kevin Cant    | + 11"    |
| Brons  | Patrick Gaudy | + 30"    |

#### Vrouwen
| pos.   | renner            | tijd    |
| ------ | ----------------- | ------- |
| Goud   | Sanne Cant        | 38'24"  |
| Zilver | Nancy Bober       | + 1'47" |
| Brons  | Joyce Vanderbeken | + 2'44" |
| 4.     | Ellen Van Loy     | + 3'01" |
| 5.     | Anne Arnouts      | + 3'02" |
| 6.     | Nicolle Leijten   | + 3'18" |
| 7.     | Hilde Quintens    | + 4'22" |
| 8.     | Gertie Willems    | + 4'23" |
| 9.     | Katrien Aerts     | + 5'01" |
| 10.    | Kristien Nelen    | + 5'10" |

#### Meisjes
| pos.   | renner                  | tijd    |
| ------ | ----------------------- | ------- |
| Goud   | Femke Van den Driessche | 31'51"  |
| Zilver | Nathalie Nijns          | + 21"   |
| Brons  | Lotte Kopecky           | + 1'17" |

#### Beloften, mannen
| pos.   | renner            | tijd    |
| ------ | ----------------- | ------- |
| Goud   | Joeri Adams       | 47'53"  |
| Zilver | Wietse Bosmans    | + 12"   |
| Brons  | Kevin Eeckhout    | + 15"   |
| 4.     | Jim Aernouts      | + 32"   |
| 5.     | Vinnie Braet      | + 1'00" |
| 6.     | Matthias Bossuyt  | + 1'04" |
| 7.     | Gianni Vermeersch | z.t.    |
| 8.     | Stef Boden        | + 1'15" |
| 9.     | Sven Beelen       | + 1'17" |
| 10.    | Jens Adams        | z.t.    |

#### Junioren, jongens
| pos.   | renner                 | tijd    |
| ------ | ---------------------- | ------- |
| Goud   | Laurens Sweeck         | 42'38"  |
| Zilver | Jens Vandekinderen     | + 14"   |
| Brons  | Daniël Peeters         | + 32"   |
| 4.     | Yorben Van Tichelt     | + 1'36" |
| 5.     | Toon Aerts             | + 1'46" |
| 6.     | Michael Vanthourenhout | + 2'03" |
| 7.     | Wout van Aert          | + 2'10" |
| 8.     | Lorenzo Pepermans      | + 2'46" |
| 9.     | Diether Sweeck         | + 2'58" |
| 10.    | Jorn Claes             | z.t.    |

#### Nieuwelingen (tweedejaars), jongens
| pos.   | renner          | tijd    |
| ------ | --------------- | ------- |
| Goud   | Quinten Hermans | 36'37"  |
| Zilver | Nicolas Cleppe  | + 25"   |
| Brons  | Kyle De Proost  | + 1'04" |

#### Nieuwelingen (eerstejaars), jongens
| pos.   | renner          | tijd    |
| ------ | --------------- | ------- |
| Goud   | Stijn Caluwé    | 35'58"  |
| Zilver | Vincent Peeters | + 54"   |
| Brons  | Yannick Peeters | + 1'29" |

Kampioenschappen:  Wereldkampioenschappen · 
 Europese kampioenschappen · 
 Belgische kampioenschappen · 
 Nederlandse kampioenschappen
Klassementen:  Wereldbeker · 
 Superprestige · 
 GvA Trofee · 
 TOI TOI Cup · 
 Challenge national
Overig:  Fidea Cyclocross Classics
1910 · 
1911 · 
1912 · 
1913 · 
1914 · 
1915-1920 · 
1921 · 
1922 · 
1923 · 
1924 · 
1925 · 
1926 · 
1927 · 
1928 · 
1929 · 
1930 · 
1931 · 
1932 · 
1933 · 
1934 · 
1935 · 
1936 · 
1937 · 
1938 · 
1939 · 
1940 · 
1941 · 
1942 · 
1943 · 
1944 · 
1945 · 
1946 · 
1947 · 
1948 · 
1949 · 
1950 · 
1951 · 
1952 · 
1953 · 
1954 · 
1955 · 
1956 · 
1957 · 
1958 · 
1959 · 
1960 · 
1961 · 
1962 · 
1963 · 
1964 · 
1965 · 
1966 · 
1967 · 
1968 · 
1969 · 
1970 · 
1971 · 
1972 · 
1973 · 
1974 · 
1975 · 
1976 · 
1977 · 
1978 · 
1979 · 
1980 · 
1981 · 
1982 · 
1983 · 
1984 · 
1985 · 
1986 · 
1987 · 
1988 · 
1989 · 
1990 ·
1991 ·
1992 ·
1993 ·
1994 ·
1995 ·
1996 ·
1997 ·
1998 ·
1999 ·
2000 · 
2001 · 
2002 · 
2003 · 
2004 · 
2005 · 
2006 · 
2007 · 
2008 · 
2009 ·
2010 ·
2011 ·
2012 ·
2013 ·
2014 ·
2015 ·
2016 ·
2017 ·
2018 ·
2019 ·
2020 ·
2021 ·
2022 ·
2023 · 2024 · 2025